# Поезія інків
Поезія інків — основний вид літературної творчості в часи існування інкської імперії Тауантінсую. Твори складалися мовою руна сімі — кечуа. Розвивалася переважно при дворі Сапи Інки (імператора) та вищої аристократії.

## Характеристика
Поетичні твори створювали професійні поети, яких називали «арауікі» — від слова «арау», що буквально означає «римувати», «складати вірші», а також жерці, представники знаті та панівної династії. Останні зазвичай були авторами сакральної поезії. Інкські поети жили головним чином при дворі владик і знатних людей імперії. Декламатори знали вірші напам'ять та вимовляли їх під час різних церемоній, насамперед на головних релігійних й світських урочистостях та святах.
Тексти поем нерідко розподілялися між декількома декламаторами, кожен з них «отримував якусь одну роль». В результаті в Тауантінсую розпочався перехід від поезії до зародження драматичного мистецтва.
Крім поезії, яку при дворі Сапи Інки та знаті створювали професійні поети, існувала народна поезія, автори якої у своїх творах не тільки уславлювали героїчні діяння володарів, але й розповідали про працю хліборобів, мистецтво ремісників, почуття і настрої людини. Вони оспівували у віршах землю, на якій жили, її красу, флору і фауну.
В імперії інків декламація, публічне читання віршів, нерідко супроводжувалася грою на музичних інструментах, зокрема на флейті Пана (в інків називалася «антара»), барабані або маленькій поперечній флейті, що виготовляється спочатку з кісток, а пізніше з тростини, а також танцями, речитативом.

## Жанри
З поетичної творчості інкських поетів відомо про низку жанрів. Найбільшу частину доробку займають гімни («хайлі»), які після загибелі інкської держави жорстоко викорінювалися християнськими священниками як диявольська спокуса. Проте деякі хроністи — найчастіше це були католицькі місіонери — записали зразки цих гімнів. Особливо великі заслуги Крістобаля де Моліни, який записав в Куско кілька гімнів на честь бога Віракочі. Деякі гімни були записані індіанським хроністом Хуаном де Сантакрус Пачакуті Ямки, а також Гуаманом Помою де Аялою, автором найціннішої ілюстрованої хроніки інкського Перу. З його записів відомий короткий гімн, з яким перуанський індіанець звертається до дружини божественного Сонця матері-Місяці, Мами Кілья.
Гімни поділялися на декілька піджанрів: священні гімни (присвячені богам та імператору), обрядові (поєднувалися риси сакральної й трудової поезії, були пов'язані з календарем хліборобів, виконувалися чоловічим і жіночим хорами).
На гімни були схожі «айльї» — вірші та пісні, що декламували хором, їх можна було також співати, під час обробки полів, особливо при оранці, оскільки вся ця церемонія інками сприймалася наче якась священна, містична боротьба з землею, як боротьба, в якої людина, природно, повинен перемогти, взяти верх, щоб жити та користуватися плодами нелегкого селянської праці. В цьому випадку в декламуванні брали участь чоловіки та жінки.
В інків існували короткі вірші на кшталт байок, в яких, як правило, фігурували в комічному вигляді тварини, наприклад мавпи або пуми. Ці інкські байки називалися «арануай».
Дуже популярною була любовна поезія — «арау», що нерідко носила елегійний характер. Арау мали наступні піджанри: «харай арау» — пісня любовного страждання; «сан-кай арау» — пісня прощання; «косі арау» — пісня веселощів; «сумах арау» — пісня краси; «варіхсаа арау» — пісня витонченості. З численного доробку збереглося замало, найвідомішою з цього є поема «Прекрасна принцеса», яку зберіг хроніс Гарсіласо де ла Вега. Іншою відомою є поема «Пісня бранця».